# Chiesa di San Lorenzo (Castelnovo di Isola Vicentina)
La chiesa di San Lorenzo è una piccola chiesetta presente a Castelnovo, frazione di Isola Vicentina in provincia di Vicenza.
Arroccata sulla collina che dà sul paese, venne costruita durante le invasioni ungare e ristrutturata completamente nel 1166. Inizialmente di grande importanza, quando la comunità si trasferì prevalentemente nella pianura divenne subordinata alla nascente chiesa parrocchiale di San Vitale di Castelnovo.
Nel corso del Novecento, con le opere di restauro, venne ripristinato l'antico splendore e ogni 10 agosto diventa teatro della sagra intitolata a San Lorenzo.

## Storia
La costruzione della chiesa di San Lorenzo è da inquadrare, insieme con la torre difensiva poco distante, nel periodo di paura e terrore che i saccheggi e le devastazioni degli Ungari avevano instaurato in tutto il territorio vicino a Vicenza. Le difese del capoluogo e di altre cittadine, infatti, spingevano i barbari nelle zone di aperta campagna e nei centri abitati più deboli. Per questo motivo le colline sono sempre state un luogo di riparo della popolazione che, come in questo caso, decideva di stabilirvisi e gettare le basi anche per la loro religiosità. Ciò che rimane ancora da chiarire è quando venne costruita, da chi e perché la chiesa venne intitolata a San Lorenzo. Come testimonianza di questa primitiva chiesa è rimasto un frammento di pietra sopra il rosone nella facciata, probabilmente usato come mattone, con una decorazione dell'VIII o IX secolo.

### La ricostruzione del 1166

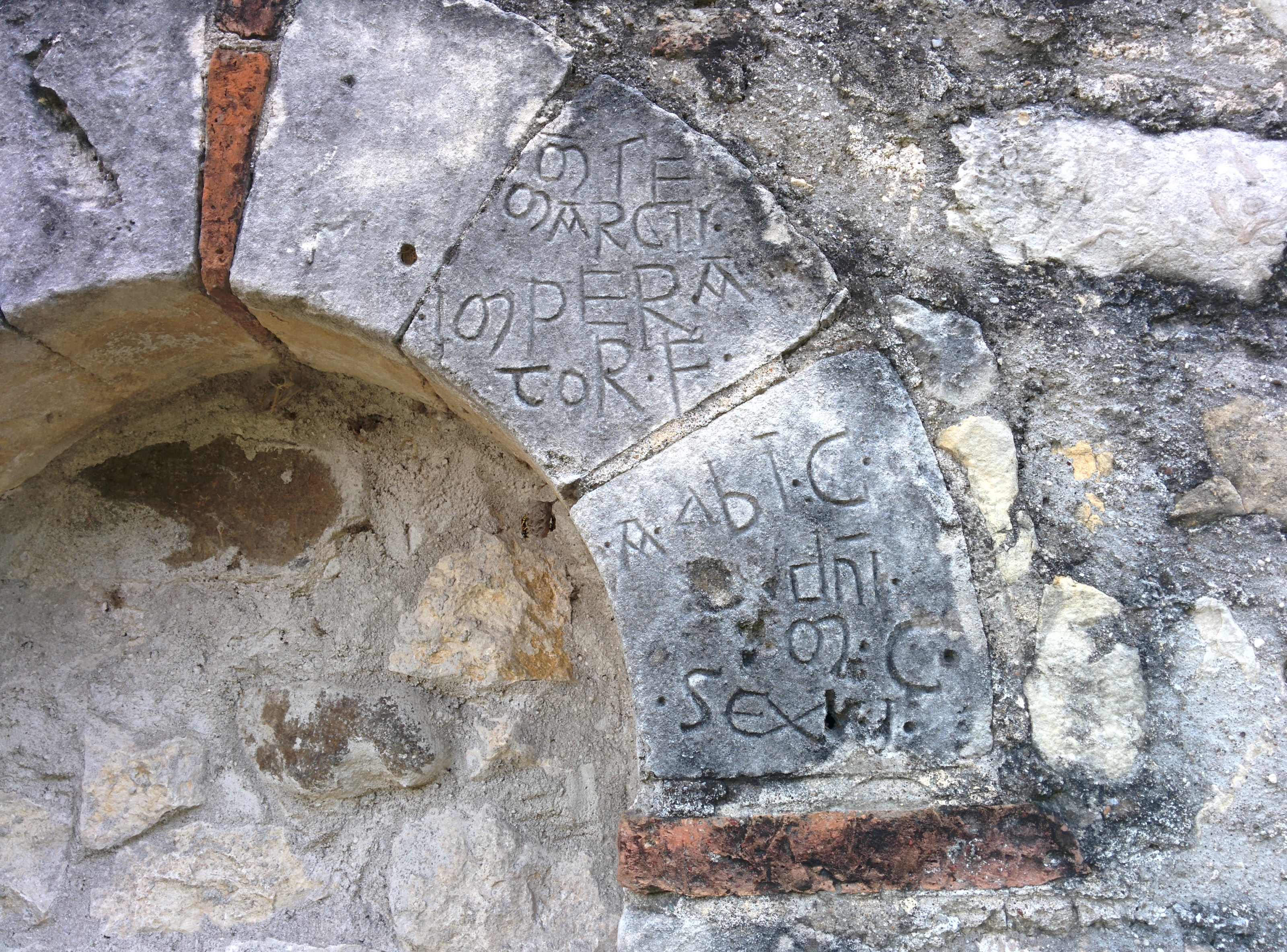
Particolare della finestra sul lato nord che reca le iscrizioni medioevali

Nel 1166 la chiesa venne completamente restaurata dandole anche maggiori dimensioni. Venne allungata verso il campanile fino a diventarne adiacente, allargata a sud e tutto attorno sorse il cimitero. Il dislivello tra l'abside e la nuova facciata che si sarebbe creato ha obbligato i costruttori ad innalzare il piano usando usando il vecchio pavimento come fondamenta. Questo allargamento verso sud provocò anche un indebolimento del lato sud-est, quello neo-costruito, che quindi venne irrobustito con un maggiore spessore della muratura. Di questa ricostruzione è rimasta traccia in una finestra nel lato nord, ora murata, che reca in una delle pietre che ne costituiscono l'arco la seguente iscrizione, che di fatto risulta essere la prima fonte scritta mai trovata riguardo alla chiesetta:
(Graffiti sul semiarco di una finestra)
Dopo tale ricostruzione, che donò alla chiesa la struttura grossomodo contemporanea, l'edificio si presentava rettangolare all'esterno e all'interno dotato di una singola e semplice navata. L'impossibilità di costruire un'abside che si estroflettesse dalla navata per via del limite collinare, costrinse i costruttori ad adottare uno stratagemma che rende la chiesa molto caratteristica: mentre all'esterno il lato est si presenta piano, all'interno sono presenti due concavità absidali, di cui quella a nord facente parte della struttura originaria.
La torre campanaria venne alzata e dotata di campane, vennero murati gli archi che formavano un portico passante sotto la torre e l'unica entrata venne posizionata all'interno della chiesa.
L'ampliamento della chiesa sulla base della struttura originaria è visibile tuttora dalle diverse tecniche murarie usate.

### La perdita dei benefici e le visite pastorali del Cinquecento
Mentre nel XIII secolo i documenti davano la chiesa ancora beneficiaria di terre e beni nella pianura la chiesa di San Vitale (ora parrocchiale di Castelnovo) che stava nascendo ai piedi della collina cominciava a crescere di importanza. In poco tempo soppiantò completamente la chiesa di San Lorenzo diventando addirittura battesimale e segregando la chiesa in collina alle funzioni religiose minori. Nel 1273 la chiesa di San Vitale rappresenta anche quella di San Lorenzo e possiede tutti i benefici prima appartenuti alla chiesetta, il cimitero è ormai stato trasferito in pianura e San Lorenzo non ha più un sacerdote stabile.

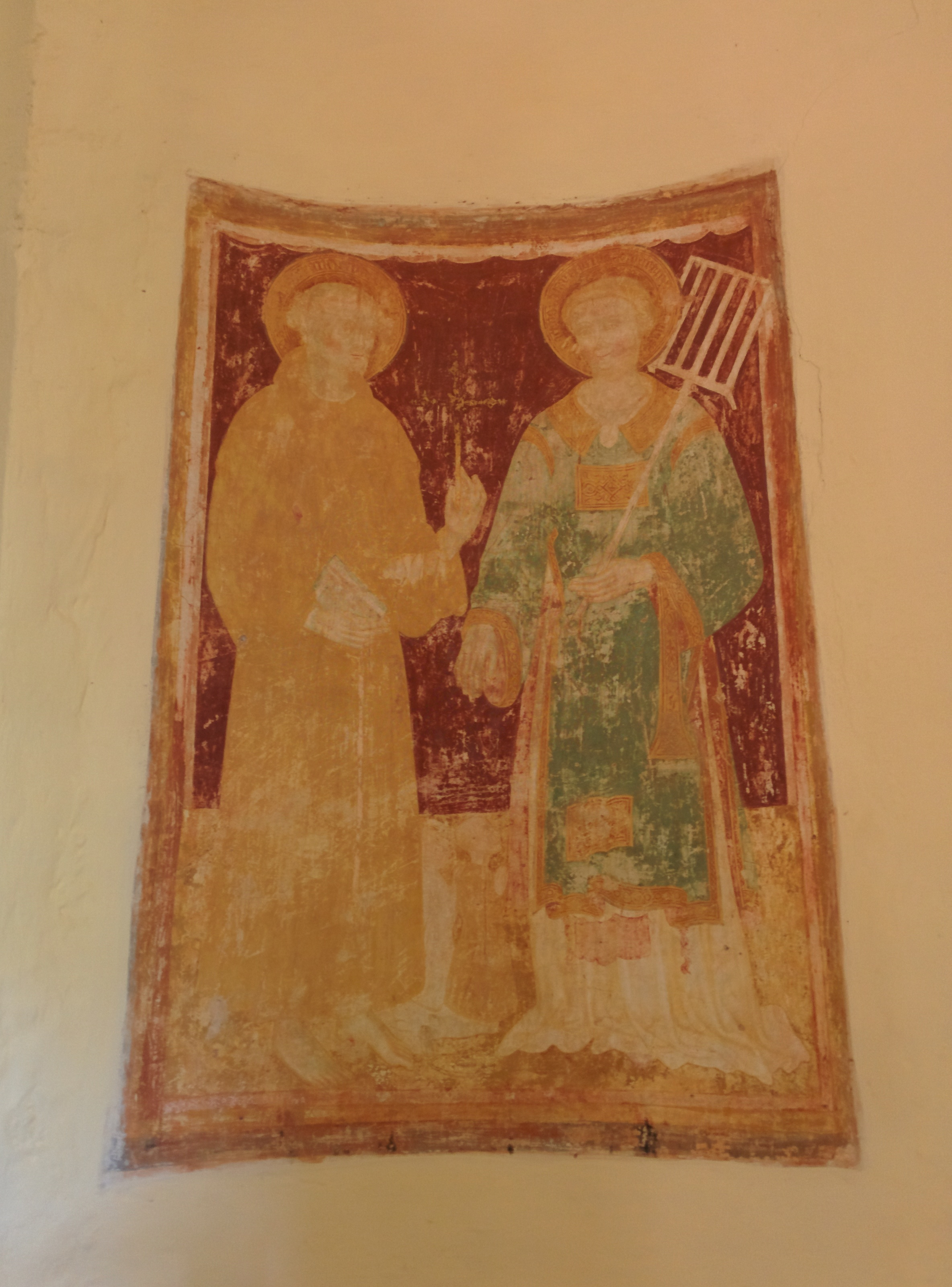
Affresco raffigurante i santi Francesco e Lorenzo

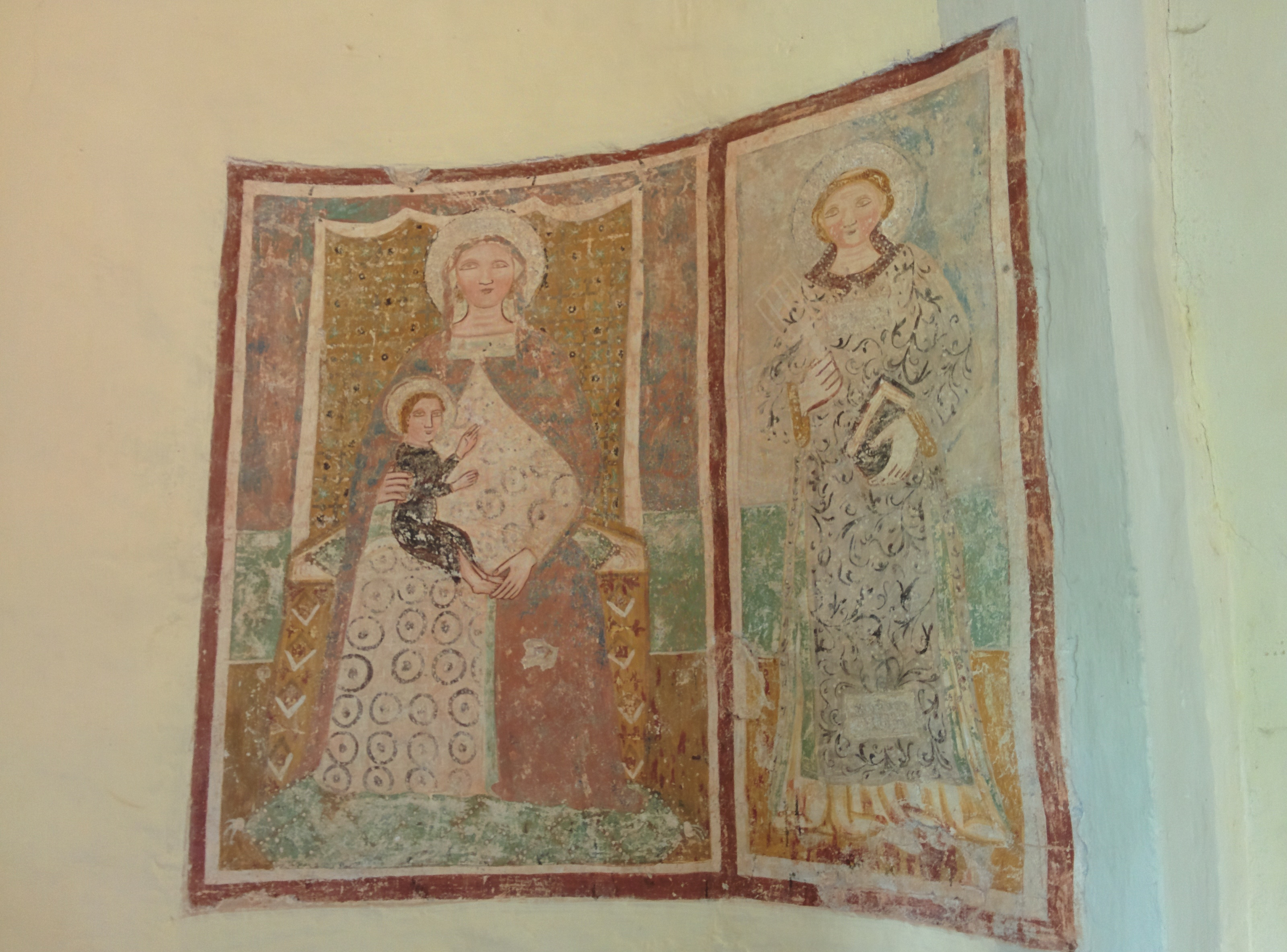
Affresco raffigurante la Madonna, il Bambino e San Lorenzo

Nel Trecento e nel Quattrocento sono da escludere interventi sulla struttura, però sono databili in questo periodo (grazie alle scritte gotiche poste inferiormente) gli affreschi presenti nella concavità absidale destra.
È solo nella seconda metà del XVI secolo, più precisamente dal 1571, che arrivano i primi rimproveri e lamentele da parte dei vescovi verso la comunità e la parrocchia per lo stato di degrado in cui era abbandonata la chiesetta. La visita pastorale di quell'anno trovò una chiesa in generale poco curata, mentre nel 1580 il vescovo Michele Priuli fece notare che bisognava sistemare il pavimento davanti all'altare, chiudere i buchi nei muri, tinteggiare, rinnovare l'arredo liturgico sistemando le croci e i candelabri sugli altari. Dei due altari nominati ne rimase soltanto uno che venne sistemato e posto nell'abside affrescata, ma nonostante i richiami, la visita pastorale del 1648 rivide un pavimento malmesso e dei buchi nel tetto. Nel 1656 appare per la prima volta documentata la presenza della statua lignea di San Lorenzo posta sull'altare principale.

### Il periodo barocco

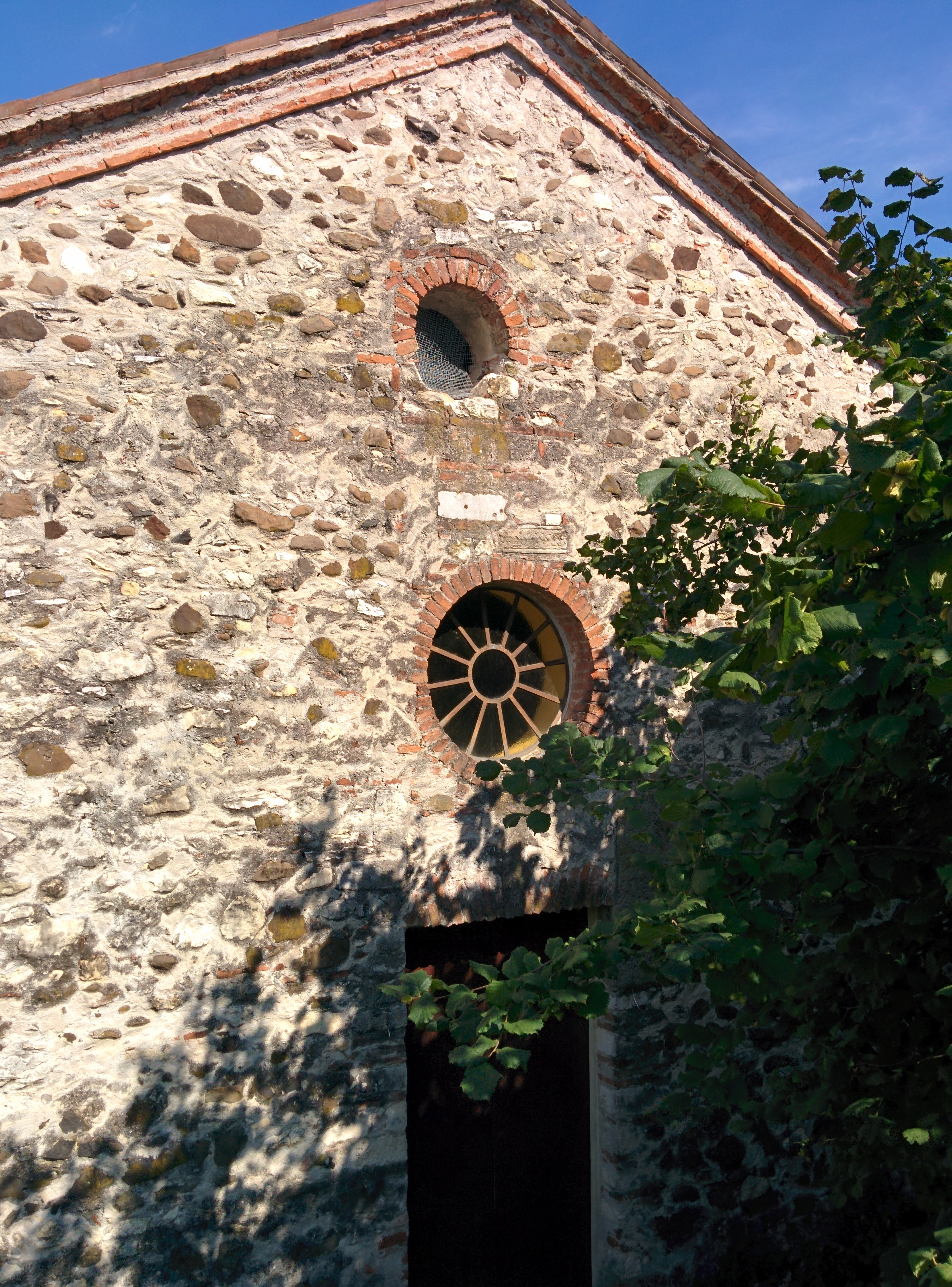
Particolare della facciata con il lucernario a semicerchio murato e il rosone

Dopo la prima metà del XVII secolo, gli occhi della comunità si spostarono dalla chiesa parrocchiale di San Vitale per rimettere mano alla chiesa di San Lorenzo, fino ad allora ricordata con alcune opere di mantenimento che sicuramente avvennero per permettere alla struttura di rimanere in piedi.
In quest'opera di restauro vennero soprattutto toccati facciata e copertura. Nella facciata fu aperto un rosone che costrinse anche l'abbassamento della porta principale. In questa circostanza venne murato anche il coccio con una decorazione dell'VIII o IX secolo. La capriata venne nascosta da un soffitto orizzontale che, quindi, impedì a tutte le piccole finestre poste appena sotto il tetto di illuminare la chiesa. Per questo motivo il lucernario a semicerchio presente sulla facciata si presenta murato e vennero costruite, insieme a delle porte laterali, delle finestre nelle pareti nord e sud che solo nella parete sud risultano simmetriche. Esternamente, inoltre, si intonacarono tutti i muri.
Venne costruito un nuovo altare, corrispondente a quello odierno, e addossato nella parete fra le due concavità absidali che vennero intonacate nascondendo gli affreschi e privati delle due finestrelle che vennero murate.

### L'epoca più recente
Nel'Ottocento e nel Novecento la chiesa fu usata solo per le cerimonie del 10 agosto, giorni di San Lorenzo, e del 24 agosto, giorno di San Bartolomeo.
Negli anni cinquanta venne stesa una nuova pavimentazione di mattonelle che coprì quella di laterizi e le absidi vennero tinte di rosso mattone.
Nel 1984 venne rifatta la copertura e tolto tutto l'intonaco esterno che, ormai quasi completamente sgretolato, cominciava a tradire l'aspetto in pietra originario. Tale opera portò alla luce la vecchia finestra con le pietre scolpite del 1166..
Verso la fine degli anni novanta avvennero le sistemazioni del pendio che, in via di sgretolamento, si stava accorciando nella parte ad est. L'antica strada d'accesso fu resa pedonale e la vecchia stradina sbucante nel lato nord-est usata come scorciatoia divenne la strada principale.

## Descrizione

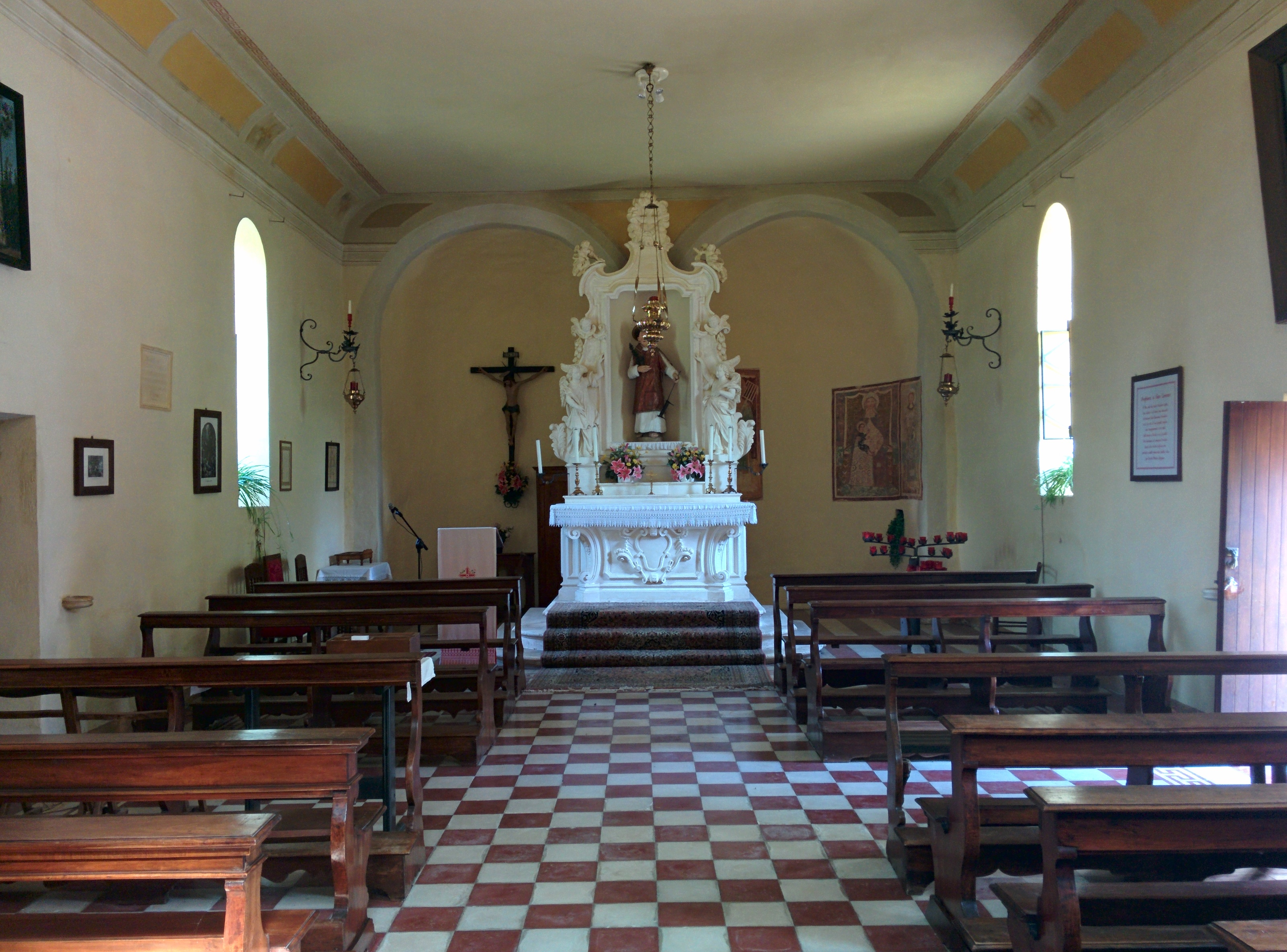
Interno della chiesa

La chiesa, dopo i vari rimaneggiamenti, oggi si presenta di forma rettangolare all'esterno con il campanile adiacente e a sinistra della facciata. Il lato absidale, anche se non presenta la classica estroflessione convessa, è rimasto per tutta la storia della chiesa verso est, mentre la facciata ora è praticamente di fronte al pendio in salita che porta allo spiazzo usato per allestire le feste e le sagre dedicate a San Lorenzo.
La chiesa dentro è ad un'unica navata e, anziché possedere un'unica abside a semicerchio, per motivi di costruzione legati al restauro del 1166, possiede due piccole concavità absidali separate da un piccolo pezzo di parete al quale è ancora addossato l'unico altare con la statua lignea di San Lorenzo del 1656.
Sono presenti tre ingressi: quello principale ad ovest e i due laterali. L'entrata al campanile è all'interno nella parete nord, subito a sinistra dell'entrata principale.

### Affreschi
Nella chiesa sono presenti alcuni affreschi che sono stati datati tra il XIV e XV secolo grazie alle scritte gotiche incise sui margini inferiori.
Gli affreschi sono due e sono stati dipinti nella concavità absidale destra, quella che presumibilmente conteneva l'altare maggiore dedicato al santo titolare. Nella metà di sinistra è presente l'opera raffigurante San Francesco e San Lorenzo, come recitano le scritte sovrastanti le teste dei santi. A destra sono presenti due riquadri: nel primo sono rappresentati la Madonna e il Gesù, mentre nel secondo di nuovo il santo titolare.